# Kelso North Parish Church

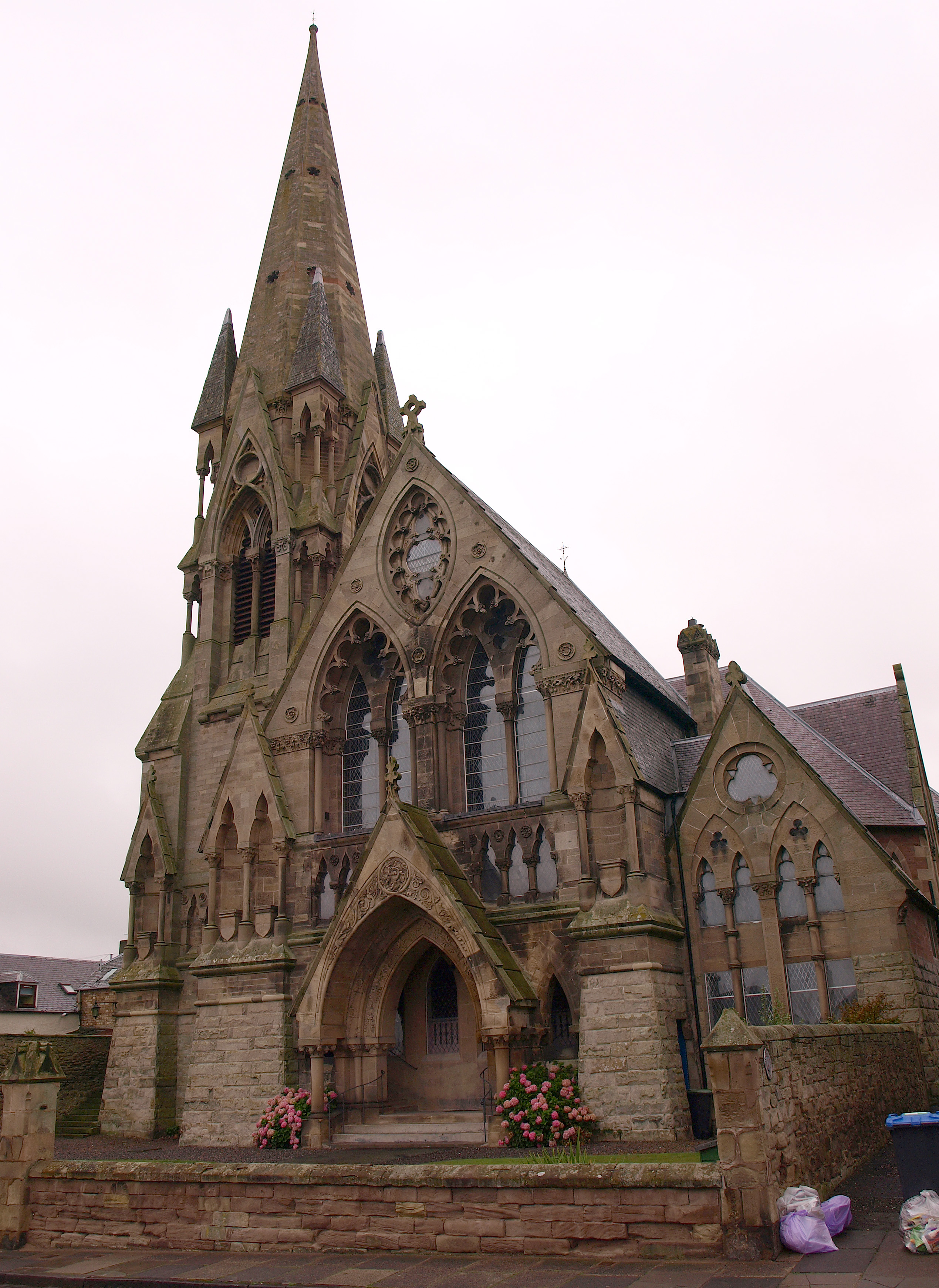
Kelso North Parish Church

Die Kelso North Parish Church, auch St John’s Edenside and Ednam Church, ist ein neogotisches Kirchengebäude der presbyterianischen Church of Scotland. Es steht in der Roxburgh Street im Zentrum der schottischen Kleinstadt Kelso in der Council Area Scottish Borders. 1971 wurde das Bauwerk in die schottischen Denkmallisten in der höchsten Denkmalkategorie A aufgenommen.

## Geschichte
Über Jahrhunderte bildete die Kelso Abbey das geistliche Zentrum Kelsos. Ein dortiges Kirchengebäude diente als Pfarrkirche. 1753 wurde die Kirchengemeinde in drei neugeschaffene aufgespalten. Mit dem Bevölkerungszuwachs Kelsos im 19. Jahrhundert wurde mit Kelso North eine neue Kirchengemeinde geschaffen. Ihr erster Pfarrer war der Dichter Horatius Bonar. Mit der „disruption“ von 1843 spaltete sich die Free Church of Scotland ab. Im Jahre 1866 ließ deren Gemeinde das heutige Kirchengebäude errichten. Der schottische Architekt Frederick Thomas Pilkington lieferte den Entwurf. Wie die meisten Gemeinden der Free Church fusionierte auch Kelso North 1929 mit der Church of Scotland. Durch Zusammenlegungen im Laufe des 20. Jahrhunderts nahm die Kirchengemeinde drei weitere auf. Sie dient heute als Pfarrkirche der Gemeinde Kelso North and Ednam.